# Claudia Echeverry
Claudia Echeverry Peñaloza es una actriz, modelo y presentadora colombiana, conocida por participar en Protagonistas de nuestra tele siendo finalista. 

## Carrera
En su ciudad natal, Claudia se recibió como Licenciada en Comunicación e Informática de la Universidad Tecnológica de Pereira, tras reingresar después de un pequeño receso realizado a raíz de su participación en el polémico reality, Protagonistas de nuestra tele. 
Actualmente se desempeña como presentadora en el canal de Noticias Foro TV de Televisa, en Ciudad de México.

## Filmografía

### Televisión
| Año       | Título                 | Personaje        | Canal              |
| --------- | ---------------------- | ---------------- | ------------------ |
| 2019      | Peruco                 | Melba            | Telecafé           |
| 2017      | La cacica              |                  | Caracol Televisión |
| 2017      | En tierras salvajes    | Carmen           | Las Estrellas      |
| 2017      | Venganza               |                  | RCN Televisión     |
| 2015      | Esmeraldas             |                  | Caracol Televisión |
| 2014      | La selección           |                  | Caracol Televisión |
| 2014      | Divino niño            | (1 episodio)     | Caracol Televisión |
| 2012-2015 | Mujeres al límite      | Varios episodios | Caracol Televisión |
| 2012      | Historias Clasificadas | (1 episodio)     | RCN Televisión     |
| 2011-2016 | Tu voz estéreo         | Varios episodios | Caracol Televisión |

## Presentadora
| Año           | Título                          | Rol                    | Canal                      |
| ------------- | ------------------------------- | ---------------------- | -------------------------- |
| 2020          | Global Energy                   | Presentadora           |                            |
| 2018-2019     | Sábados de Foro TV              | Presentadora           | Televisa                   |
| 2018-presente | Noticieros Foro TV              | Presentadora           | Televisa                   |
| 2014          | Los Ángeles de Juan             | Presentadora           | NTC                        |
| 2013          | Campeones                       | Presentadora           | Win Sports                 |
| 2013          | Chica E                         | Presentadora           | E! (Latinoamérica)         |
| 2012          | Sorteo Lotería de Risaralda     | Presentadora           | Telecafé                   |
| 2012          | El informativo Naranja          | Presentadora           | Telmex regional            |
| 2012          | Videos institucionales: ETB     | Invitada               |                            |
| 2011          | 3x3, Programa Concurso infantil | Presentadora           |                            |
| 2011          | La mañana, variedades           | Presentadora           | Canal regional Son Popular |
| 2010          | Protagonistas de nuestra tele   | Participante finalista | RCN Televisión             |
| 2009          | Via Libre                       | Invitada               | Cosmovisión                |

## Cine
- 2012 - Nido de Cóndores
- 2007 - Consuelo - Proyecto académico Universidad
- 2005 - Stranger: Práctica académica Corporación Académica de artes y ciencias cinematográficas “Nuevo Horizonte”